# Łyżwiarstwo figurowe na Zimowych Igrzyskach Olimpijskich 2018 – zawody drużynowe
Łyżwiarstwo figurowe na Zimowych Igrzyskach Olimpijskich 2018 – zawody drużynowe – jedna z pięciu konkurencji rozgrywanych w ramach rywalizacji łyżwiarzy figurowych na Zimowych Igrzyskach Olimpijskich 2018. Zmagania drużynowe odbyły się w dniach 9–12 lutego 2018 roku w hali Gangneung Ice Arena.

## Kwalifikacje
W kwalifikacjach do zawodów drużynowych brano pod uwagę zestawienie wyników łyżwiarzy z sezonu 2016/2017 i cyklu Grand Prix 2017/2018. Ze stworzonej klasyfikacji wyłoniono 10 najlepszych państw.

## Terminarz
| Data      | Konkurencja                    | Godzina rozpoczęcia | Godzina rozpoczęcia |
| Data      | Konkurencja                    | UTC+09:00           | CET                 |
| --------- | ------------------------------ | ------------------- | ------------------- |
| 9 lutego  | Program krótki solistów        | 10:00               | 02:00               |
| 9 lutego  | Program krótki par sportowych  | 11:45               | 03:45               |
| 11 lutego | Taniec krótki par tanecznych   | 10:00               | 02:00               |
| 11 lutego | Program krótki solistek        | 11:45               | 03:45               |
| 11 lutego | Program dowolny par sportowych | 13:40               | 05:45               |
| 12 lutego | Program dowolny solistów       | 10:00               | 02:00               |
| 12 lutego | Program dowolny solistek       | 11:10               | 03:10               |
| 12 lutego | Taniec dowolny par tanecznych  | 12:20               | 04:20               |

## Składy reprezentacji
Kraje zakwalifikowane do zawodów drużynowych na igrzyskach olimpijskich wystawiły reprezentacje w następującym składzie:
| Reprezentacja                | Soliści                           | Solistki                                         | Pary sportowe                                                                         | Pary taneczne                          |
| ---------------------------- | --------------------------------- | ------------------------------------------------ | ------------------------------------------------------------------------------------- | -------------------------------------- |
| Kanada                       | Patrick Chan                      | Kaetlyn Osmond (SP) Gabrielle Daleman (FS)       | Meagan Duhamel / Eric Radford                                                         | Tessa Virtue / Scott Moir              |
| Chińska Republika Ludowa     | Yan Han                           | Li Xiangning                                     | Yu Xiaoyu / Zhang Hao                                                                 | Wang Shiyue / Liu Xinyu                |
| Francja                      | Chafik Besseghier                 | Maé-Bérénice Méité                               | Vanessa James / Morgan Ciprès                                                         | Marie-Jade Lauriault / Romain Le Gac   |
| Izrael                       | Alexei Bychenko                   | Aimee Buchanan                                   | Paige Conners / Jewgieni Krasnopolski                                                 | Adel Tankova / Ronald Zilberberg       |
| Włochy                       | Matteo Rizzo                      | Carolina Kostner                                 | Nicole Della Monica / Matteo Guarise (SP) Valentina Marchei / Ondřej Hotárek (FS)     | Anna Cappellini / Luca Lanotte         |
| Japonia                      | Shōma Uno (SP) Keiji Tanaka (FS)  | Satoko Miyahara (SP) Kaori Sakamoto (FS)         | Miu Suzaki / Ryuichi Kihara                                                           | Kana Muramoto / Chris Reed             |
| Niemcy                       | Paul Fentz                        | Nicole Schott                                    | Alona Sawczenko / Bruno Massot                                                        | Kavita Lorenz / Joti Polizoakis        |
| Olimpijscy sportowcy z Rosji | Michaił Kolada                    | Jewgienija Miedwiediewa (SP) Alina Zagitowa (FS) | Jewgienija Tarasowa / Władimir Morozow (SP) Natalja Zabijako / Aleksandr Enbiert (FS) | Jekatierina Bobrowa / Dmitrij Sołowjow |
| Korea Południowa             | Cha Jun-hwan                      | Choi Da-bin                                      | Kim Kyu-eun / Alex Kangchan Kam                                                       | Min Yu-ra / Alexander Gamelin          |
| Stany Zjednoczone            | Nathan Chen (SP) Adam Rippon (FS) | Bradie Tennell (SP) Mirai Nagasu (FS)            | Alexa Scimeca Knierim / Chris Knierim                                                 | Maia Shibutani / Alex Shibutani        |

## Wyniki

### Program krótki

#### Soliści
| Poz. | Zawodnik          | Reprezentacja                | TSS    | Elementy oceny | Elementy oceny | Elementy oceny | Elementy oceny | Elementy oceny | Elementy oceny | Elementy oceny | Elementy oceny | Nbr. | Pts. |    |    |
| Poz. | Zawodnik          | Reprezentacja                | TSS    | TES            | PCS            | SS             | TR             | PE             | CH             | IN             | Ded            | Nbr. | Pts. |    |    |
| ---- | ----------------- | ---------------------------- | ------ | -------------- | -------------- | -------------- | -------------- | -------------- | -------------- | -------------- | -------------- | ---- | ---- | -- | -- |
| 1    | Shōma Uno         | Japonia                      | 103,25 | 56,64          | 46,61          | 9,36           | 9,25           | 9,25           | 9,39           | 9,36           | 0,00           | Nbr. | Pts. | 10 | 10 |
| 2    | Alexei Bychenko   | Izrael                       | 88,49  | 47,59          | 40,90          | 8,07           | 7,82           | 8,43           | 8,29           | 8,29           | 0,00           | Nbr. | Pts. | 7  | 9  |
| 3    | Patrick Chan      | Kanada                       | 81,66  | 38,56          | 45,10          | 9,21           | 9,07           | 8,50           | 9,14           | 9,18           | -2,00          | Nbr. | Pts. | 6  | 8  |
| 4    | Nathan Chen       | Stany Zjednoczone            | 80,61  | 37,73          | 43,88          | 8,89           | 8,75           | 8,46           | 8,96           | 8,82           | -1,00          | Nbr. | Pts. | 8  | 7  |
| 5    | Matteo Rizzo      | Włochy                       | 77,77  | 40,60          | 37,17          | 7,39           | 7,18           | 7,64           | 7,50           | 7,46           | 0,00           | Nbr. | Pts. | 5  | 6  |
| 6    | Cha Jun-hwan      | Korea Południowa             | 77,70  | 40,71          | 36,99          | 7,46           | 7,25           | 7,46           | 7,46           | 7,36           | 0,00           | Nbr. | Pts. | 1  | 5  |
| 7    | Yan Han           | Chińska Republika Ludowa     | 77,10  | 38,28          | 40,82          | 8,46           | 8,07           | 7,71           | 8,29           | 8,29           | -2,00          | Nbr. | Pts. | 4  | 4  |
| 8    | Michaił Kolada    | Olimpijscy sportowcy z Rosji | 74,36  | 33,75          | 42,61          | 8,75           | 8,31           | 8,11           | 8,75           | 8,61           | -2,00          | 9    | Pts. | 3  |    |
| 9    | Paul Fentz        | Niemcy                       | 66,32  | 34,54          | 33,78          | 6,96           | 6,61           | 6,39           | 7,00           | 6,82           | -2,00          | 2    | 2    |    |    |
| 10   | Chafik Besseghier | Francja                      | 61,06  | 26,93          | 34,13          | 6,96           | 6,50           | 6,71           | 6,96           | 7,00           | 0,00           | 3    | 1    |    |    |

#### Pary sportowe
| Poz. | Zawodnicy                              | Reprezentacja                | TSS   | Elementy oceny | Elementy oceny | Elementy oceny | Elementy oceny | Elementy oceny | Elementy oceny | Elementy oceny | Elementy oceny | Nbr. | Pts. |    |    |
| Poz. | Zawodnicy                              | Reprezentacja                | TSS   | TES            | PCS            | SS             | TR             | PE             | CH             | IN             | Ded            | Nbr. | Pts. |    |    |
| ---- | -------------------------------------- | ---------------------------- | ----- | -------------- | -------------- | -------------- | -------------- | -------------- | -------------- | -------------- | -------------- | ---- | ---- | -- | -- |
| 1    | Jewgienija Tarasowa / Władimir Morozow | Olimpijscy sportowcy z Rosji | 80,92 | 43,78          | 37,14          | 9,43           | 9,07           | 9,39           | 9,32           | 9,21           | 0,00           | Nbr. | Pts. | 10 | 10 |
| 2    | Meagan Duhamel / Eric Radford          | Kanada                       | 76,57 | 41,08          | 35,49          | 8,82           | 8,71           | 9,00           | 8,96           | 8,86           | 0,00           | Nbr. | Pts. | 8  | 9  |
| 3    | Alona Sawczenko / Bruno Massot         | Niemcy                       | 75,36 | 39,33          | 37,03          | 9,21           | 9,18           | 9,21           | 9,36           | 9,32           | -1,00          | Nbr. | Pts. | 9  | 8  |
| 4    | Alexa Scimeca Knierim / Chris Knierim  | Stany Zjednoczone            | 69,75 | 38,41          | 31,34          | 7,86           | 7,57           | 7,96           | 7,89           | 7,89           | 0,00           | Nbr. | Pts. | 4  | 7  |
| 5    | Yu Xiaoyu / Zhang Hao                  | Chińska Republika Ludowa     | 69,17 | 37,20          | 32,97          | 8,29           | 8,14           | 8,07           | 8,43           | 8,29           | -1,00          | Nbr. | Pts. | 5  | 6  |
| 6    | Vanessa James / Morgan Ciprès          | Francja                      | 68,49 | 34,66          | 33,83          | 8,46           | 8,39           | 8,29           | 8,57           | 8,57           | 0,00           | Nbr. | Pts. | 7  | 5  |
| 7    | Nicole Della Monica / Matteo Guarise   | Włochy                       | 67,62 | 35,73          | 31,89          | 7,93           | 7,71           | 8,04           | 8,07           | 8,11           | 0,00           | Nbr. | Pts. | 6  | 4  |
| 8    | Miu Suzaki / Ryuichi Kihara            | Japonia                      | 57,42 | 32,13          | 25,29          | 6,54           | 6,07           | 6,39           | 6,25           | 6,36           | 0,00           | 3    | Pts. | 3  |    |
| 9    | Paige Conners / Jewgieni Krasnopolski  | Izrael                       | 54,47 | 30,70          | 24,77          | 6,25           | 5,96           | 6,25           | 6,39           | 6,11           | -1,00          | 2    | 2    |    |    |
| 10   | Kim Kyu-eun / Alex Kam                 | Korea Południowa             | 52,10 | 27,70          | 24,40          | 6,18           | 5,82           | 6,21           | 6,18           | 6,11           | 0,00           | 1    | 1    |    |    |

#### Pary taneczne
| Poz. | Zawodnicy                              | Reprezentacja                | TSS   | Elementy oceny | Elementy oceny | Elementy oceny | Elementy oceny | Elementy oceny | Elementy oceny | Elementy oceny | Elementy oceny | Nbr. | Pts. |    |    |
| Poz. | Zawodnicy                              | Reprezentacja                | TSS   | TES            | PCS            | SS             | TR             | PE             | CH             | IN             | Ded            | Nbr. | Pts. |    |    |
| ---- | -------------------------------------- | ---------------------------- | ----- | -------------- | -------------- | -------------- | -------------- | -------------- | -------------- | -------------- | -------------- | ---- | ---- | -- | -- |
| 1    | Tessa Virtue / Scott Moir              | Kanada                       | 80,51 | 41,61          | 38,90          | 9,61           | 9,54           | 9,86           | 9,79           | 9,82           | 0,00           | Nbr. | Pts. | 9  | 10 |
| 2    | Maia Shibutani / Alex Shibutani        | Stany Zjednoczone            | 75,46 | 38,42          | 37,04          | 9,32           | 9,11           | 9,29           | 9,36           | 9,21           | 0,00           | Nbr. | Pts. | 7  | 9  |
| 3    | Jekatierina Bobrowa / Dmitrij Sołowjow | Olimpijscy sportowcy z Rosji | 74,76 | 38,11          | 36,65          | 9,14           | 9,00           | 9,18           | 9,29           | 9,21           | 0,00           | Nbr. | Pts. | 10 | 8  |
| 4    | Anna Cappellini / Luca Lanotte         | Włochy                       | 72,51 | 37,31          | 36,20          | 8,89           | 8,71           | 9,29           | 9,07           | 9,29           | -1,00          | Nbr. | Pts. | 8  | 7  |
| 5    | Kana Muramoto / Chris Reed             | Japonia                      | 62,15 | 32,17          | 29,98          | 7,54           | 7,32           | 7,46           | 7,57           | 7,57           | 0,00           | Nbr. | Pts. | 6  | 6  |
| 6    | Marie-Jade Lauriault / Romain Le Gac   | Francja                      | 57,94 | 29,08          | 28,86          | 7,25           | 7,11           | 7,21           | 7,25           | 7,25           | 0,00           | Nbr. | Pts. | 5  | 5  |
| 7    | Wang Shiyue / Liu Xinyu                | Chińska Republika Ludowa     | 56,98 | 27,75          | 29,23          | 7,29           | 7,11           | 7,39           | 7,39           | 7,36           | 0,00           | Nbr. | Pts. | 4  | 4  |
| 8    | Kavita Lorenz / Joti Polizoakis        | Niemcy                       | 56,88 | 28,97          | 27,91          | 6,96           | 6,75           | 7,04           | 7,14           | 7,00           | 0,00           | 2    | Pts. | 3  |    |
| 9    | Min Yu-ra / Alexander Gamelin          | Korea Południowa             | 51,97 | 24,88          | 27,09          | 6,79           | 6,54           | 6,82           | 6,89           | 6,82           | 0,00           | 3    | 2    |    |    |
| 10   | Adel Trankova / Ronald Zilberberg      | Izrael                       | 44,61 | 22,32          | 22,29          | 5,57           | 5,50           | 5,57           | 5,75           | 5,46           | 0,00           | 1    | 1    |    |    |

#### Solistki
| Poz. | Zawodniczka             | Reprezentacja                | TSS   | Elementy oceny | Elementy oceny | Elementy oceny | Elementy oceny | Elementy oceny | Elementy oceny | Elementy oceny | Elementy oceny | Nbr. | Pts. |    |    |
| Poz. | Zawodniczka             | Reprezentacja                | TSS   | TES            | PCS            | SS             | TR             | PE             | CH             | IN             | Ded            | Nbr. | Pts. |    |    |
| ---- | ----------------------- | ---------------------------- | ----- | -------------- | -------------- | -------------- | -------------- | -------------- | -------------- | -------------- | -------------- | ---- | ---- | -- | -- |
| 1    | Jewgienija Miedwiediewa | Olimpijscy sportowcy z Rosji | 81,06 | 42,83          | 38,23          | 9,54           | 9,43           | 9,57           | 9,57           | 9,68           | 0,00           | Nbr. | Pts. | 10 | 10 |
| 2    | Carolina Kostner        | Włochy                       | 75,10 | 36,96          | 38,14          | 9,54           | 9,32           | 9,50           | 9,68           | 9,64           | 0,00           | Nbr. | Pts. | 7  | 9  |
| 3    | Kaetlyn Osmond          | Kanada                       | 71,33 | 35,10          | 36,28          | 9,11           | 8,89           | 8,96           | 9,18           | 9,21           | 0,00           | Nbr. | Pts. | 9  | 8  |
| 4    | Satoko Miyahara         | Japonia                      | 68,95 | 34,33          | 34,62          | 8,71           | 8,39           | 8,71           | 8,68           | 8,79           | 0,00           | Nbr. | Pts. | 8  | 7  |
| 5    | Bradie Tennell          | Stany Zjednoczone            | 68,94 | 38,94          | 30,00          | 7,54           | 7,29           | 7,68           | 7,54           | 7,46           | 0,00           | Nbr. | Pts. | 3  | 6  |
| 6    | Choi Da-bin             | Korea Południowa             | 65,73 | 37,16          | 28,57          | 7,29           | 6,79           | 7,29           | 7,18           | 7,18           | 0,00           | Nbr. | Pts. | 6  | 5  |
| 7    | Li Xiangning            | Chińska Republika Ludowa     | 58,62 | 32,65          | 25,97          | 6,61           | 6,14           | 6,64           | 6,46           | 6,61           | 0,00           | Nbr. | Pts. | 2  | 4  |
| 8    | Nicole Schott           | Niemcy                       | 55,32 | 29,35          | 26,97          | 6,89           | 6,50           | 6,64           | 6,86           | 6,82           | -1,00          | 5    | Pts. | 3  |    |
| 9    | Maé-Bérénice Méité      | Francja                      | 46,62 | 22,79          | 24,83          | 6,29           | 6,00           | 6,04           | 6,32           | 6,39           | -1,00          | 4    | 2    |    |    |
| 10   | Aimee Buchanan          | Izrael                       | 46,30 | 25,07          | 21,23          | 5,32           | 4,96           | 5,36           | 5,39           | 5,50           | 0,00           | 1    | 1    |    |    |

### Program dowolny

#### Pary sportowe
| Poz. | Zawodnicy                             | Reprezentacja                | TSS    | Elementy oceny | Elementy oceny | Elementy oceny | Elementy oceny | Elementy oceny | Elementy oceny | Elementy oceny | Elementy oceny | Nbr. | Pts. |   |    |
| Poz. | Zawodnicy                             | Reprezentacja                | TSS    | TES            | PCS            | SS             | TR             | PE             | CH             | IN             | Ded            | Nbr. | Pts. |   |    |
| ---- | ------------------------------------- | ---------------------------- | ------ | -------------- | -------------- | -------------- | -------------- | -------------- | -------------- | -------------- | -------------- | ---- | ---- | - | -- |
| 1    | Meagan Duhamel / Eric Radford         | Kanada                       | 148,51 | 77,26          | 71,25          | 8,96           | 8,79           | 8,96           | 8,93           | 8,89           | 0,00           | Nbr. | Pts. | 4 | 10 |
| 2    | Valentina Marchei / Ondřej Hotárek    | Włochy                       | 138,44 | 72,02          | 67,42          | 8,18           | 8,21           | 8,54           | 8,64           | 8,57           | -1,00          | Nbr. | Pts. | 2 | 9  |
| 3    | Natalja Zabijako / Aleksandr Enbiert  | Olimpijscy sportowcy z Rosji | 133,28 | 68,06          | 66,22          | 8,39           | 8,07           | 8,18           | 8,39           | 8,36           | -1,00          | Nbr. | Pts. | 5 | 8  |
| 4    | Alexa Scimeca Knierim / Chris Knierim | Stany Zjednoczone            | 126,56 | 64,82          | 62,74          | 7,82           | 7,68           | 7,82           | 7,96           | 7,93           | -1,00          | Nbr. | Pts. | 3 | 7  |
| 5    | Miu Suzaki / Ryuichi Kihara           | Japonia                      | 97,67  | 49,24          | 49,43          | 6,39           | 5,93           | 6,04           | 6,29           | 6,25           | -1,00          | Nbr. | Pts. | 1 | 6  |

#### Soliści
| Poz. | Zawodnik       | Reprezentacja                | TSS    | Elementy oceny | Elementy oceny | Elementy oceny | Elementy oceny | Elementy oceny | Elementy oceny | Elementy oceny | Elementy oceny | Nbr. | Pts. |   |    |
| Poz. | Zawodnik       | Reprezentacja                | TSS    | TES            | PCS            | SS             | TR             | PE             | CH             | IN             | Ded            | Nbr. | Pts. |   |    |
| ---- | -------------- | ---------------------------- | ------ | -------------- | -------------- | -------------- | -------------- | -------------- | -------------- | -------------- | -------------- | ---- | ---- | - | -- |
| 1    | Patrick Chan   | Kanada                       | 179,75 | 87,67          | 93,08          | 9,50           | 9,29           | 8,93           | 9,39           | 9,43           | -1,00          | Nbr. | Pts. | 4 | 10 |
| 2    | Michaił Kolada | Olimpijscy sportowcy z Rosji | 173,57 | 88,35          | 86,22          | 8,82           | 8,43           | 8,61           | 8,57           | 8,68           | -1,00          | Nbr. | Pts. | 1 | 9  |
| 3    | Adam Rippon    | Stany Zjednoczone            | 172,98 | 86,20          | 86,78          | 8,61           | 8,39           | 8,82           | 8,75           | 8,85           | 0,00           | Nbr. | Pts. | 3 | 8  |
| 4    | Matteo Rizzo   | Włochy                       | 156,11 | 78,77          | 77,34          | 7,64           | 7,39           | 8,18           | 7,71           | 7,75           | 0,00           | Nbr. | Pts. | 2 | 7  |
| 5    | Keiji Tanaka   | Japonia                      | 148,36 | 72,02          | 77,34          | 8,00           | 7,57           | 7,50           | 7,96           | 7,64           | -1,00          | Nbr. | Pts. | 5 | 6  |

#### Solistki
| Poz. | Zawodniczka       | Reprezentacja                | TSS    | Elementy oceny | Elementy oceny | Elementy oceny | Elementy oceny | Elementy oceny | Elementy oceny | Elementy oceny | Elementy oceny | Nbr. | Pts. |   |    |
| Poz. | Zawodniczka       | Reprezentacja                | TSS    | TES            | PCS            | SS             | TR             | PE             | CH             | IN             | Ded            | Nbr. | Pts. |   |    |
| ---- | ----------------- | ---------------------------- | ------ | -------------- | -------------- | -------------- | -------------- | -------------- | -------------- | -------------- | -------------- | ---- | ---- | - | -- |
| 1    | Alina Zagitowa    | Olimpijscy sportowcy z Rosji | 158,08 | 83,06          | 75,02          | 9,21           | 9,29           | 9,57           | 9,39           | 9,43           | 0,00           | Nbr. | Pts. | 5 | 10 |
| 2    | Mirai Nagasu      | Stany Zjednoczone            | 137,53 | 73,38          | 64,15          | 8,25           | 7,64           | 8,32           | 7,89           | 8,00           | 0,00           | Nbr. | Pts. | 1 | 9  |
| 3    | Gabrielle Daleman | Kanada                       | 137,14 | 68,86          | 68,28          | 8,71           | 8,18           | 8,71           | 8,50           | 8,57           | 0,00           | Nbr. | Pts. | 3 | 8  |
| 4    | Carolina Kostner  | Włochy                       | 134,00 | 59,73          | 74,27          | 9,39           | 9,07           | 9,00           | 9,46           | 9,50           | 0,00           | Nbr. | Pts. | 4 | 7  |
| 5    | Kaori Sakamoto    | Japonia                      | 131,91 | 65,51          | 66,40          | 8,32           | 8,11           | 8,32           | 8,39           | 8,36           | 0,00           | Nbr. | Pts. | 2 | 6  |

#### Pary taneczne
| Poz. | Zawodnicy                              | Reprezentacja                | TSS    | Elementy oceny | Elementy oceny | Elementy oceny | Elementy oceny | Elementy oceny | Elementy oceny | Elementy oceny | Elementy oceny | Nbr. | Pts. |   |    |
| Poz. | Zawodnicy                              | Reprezentacja                | TSS    | TES            | PCS            | SS             | TR             | PE             | CH             | IN             | Ded            | Nbr. | Pts. |   |    |
| ---- | -------------------------------------- | ---------------------------- | ------ | -------------- | -------------- | -------------- | -------------- | -------------- | -------------- | -------------- | -------------- | ---- | ---- | - | -- |
| 1    | Tessa Virtue / Scott Moir              | Kanada                       | 118,10 | 59,25          | 58,85          | 9,61           | 9,61           | 9,93           | 9,93           | 9,96           | 0,00           | Nbr. | Pts. | 5 | 10 |
| 2    | Maia Shibutani / Alex Shibutani        | Stany Zjednoczone            | 112,01 | 56,41          | 55,60          | 9,32           | 9,18           | 9,36           | 9,18           | 9,29           | 0,00           | Nbr. | Pts. | 4 | 9  |
| 3    | Jekatierina Bobrowa / Dmitrij Sołowjow | Olimpijscy sportowcy z Rosji | 110,43 | 54,72          | 55,71          | 9,21           | 9,11           | 9,36           | 9,36           | 9,39           | 0,00           | Nbr. | Pts. | 3 | 8  |
| 4    | Anna Cappellini / Luca Lanotte         | Włochy                       | 107,00 | 52,70          | 54,30          | 8,96           | 8,79           | 9,07           | 9,14           | 9,29           | 0,00           | Nbr. | Pts. | 2 | 7  |
| 5    | Kana Muramoto / Chris Reed             | Japonia                      | 87,88  | 44,69          | 44,19          | 7,32           | 7,29           | 7,14           | 7,68           | 7,39           | -1,00          | Nbr. | Pts. | 1 | 6  |

### Klasyfikacja końcowa
| Poz. | Reprezentacja                | M–SP | P–SP | D–SD | L–SP | P–FS | M–FS | D–FD | L–FS | Pts. |
| ---- | ---------------------------- | ---- | ---- | ---- | ---- | ---- | ---- | ---- | ---- | ---- |
| 01 ! | Kanada                       | 8    | 9    | 10   | 8    | 10   | 10   | 10   | 8    | 73   |
| 02 ! | Olimpijscy sportowcy z Rosji | 3    | 10   | 8    | 10   | 8    | 9    | 8    | 10   | 66   |
| 03 ! | Stany Zjednoczone            | 7    | 7    | 9    | 6    | 7    | 8    | 9    | 9    | 62   |
| 4    | Włochy                       | 6    | 4    | 7    | 9    | 9    | 7    | 7    | 7    | 56   |
| 5    | Japonia                      | 10   | 3    | 6    | 7    | 6    | 6    | 6    | 6    | 50   |
| 6    | Chińska Republika Ludowa     | 4    | 6    | 4    | 4    | NQ   | NQ   | NQ   | NQ   | 18   |
| 7    | Niemcy                       | 2    | 8    | 3    | 3    | NQ   | NQ   | NQ   | NQ   | 16   |
| 8    | Izrael                       | 9    | 2    | 1    | 1    | NQ   | NQ   | NQ   | NQ   | 13   |
| 9    | Korea Południowa             | 5    | 1    | 2    | 5    | NQ   | NQ   | NQ   | NQ   | 13   |
| 10   | Francja                      | 1    | 5    | 5    | 2    | NQ   | NQ   | NQ   | NQ   | 13   |